# Michael Higgins
Michael Daniel Higgins (em irlandês:  Micheál D. Ó Huigínn, Limerick, 18 de abril de 1941) é um político, poeta, escritor e radialista irlandês, atual presidente da Irlanda desde 2011.
Estudou na Universidade de Galway (Irlanda), na Universidade de Manchester (Inglaterra) e na Universidade de Indiana (Estados Unidos).
É o atual Presidente da Irlanda, ao ter vencido a eleição presidencial irlandesa de 2011 realizada em 27 de outubro. Foi presidente do Partido Trabalhista da Irlanda até que ganhou a eleição presidencial. Fora antes Teachta Dála (TD) pelo círculo de Galway West e foi ministro das artes, cultura e do "Gaeltacht" entre 1993 e 1997, nos governos de Albert Reynolds e John Bruton. Em 26 de outubro de 2018, foi reeleito Presidente da Irlanda com 56% dos votos.

## Eleição presidencial de 2011
Foi nomeado candidato à eleição presidencial irlandesa de 2011 no dia 19 de junho de 2011 durante uma reunião do comité nacional executivo do grupo parlamentar trabalhista no Oireachtas.
No dia 27 de outubro realizaram-se as eleições, cujo resultado foi anunciado no dia 29: contados as primeiras preferências, uma vez que na República da Irlanda os eleitores listam os candidatos pela ordem da sua escolha e não fazem um voto só num candidato, Higgins obteve 39,6% dessas primeiras escolhas, seguido do candidato independente Seán Gallagher (28,5%) e de Martin McGuinness (13,7%) do Sinn Féin, o vice-primeiro-ministro da Irlanda do Norte que agitou a campanha, ao entrar na corrida pela presidência com o propósito de lutar pela unificação da ilha.